# フランク・ニコラス・マイヤー

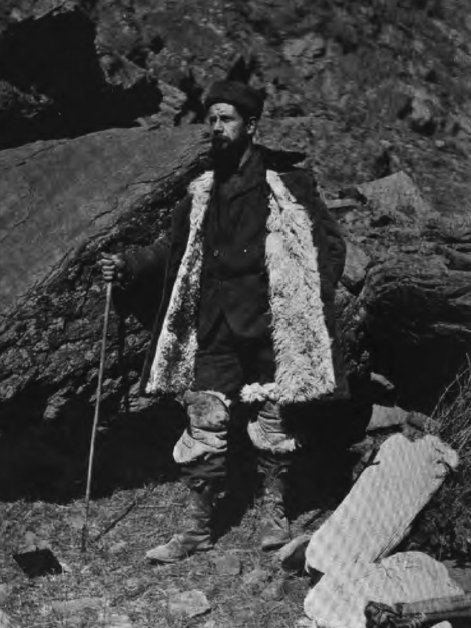
1909年のマイヤー

フランク・ニコラス・マイヤー（Frank Nicholas Meyer、蘭語：Frans Nicholaas Meijer、1875年 - 1918年6月）は、オランダ生まれで、アメリカ農務省に雇われてアジアの植物を収集したプラントハンターである。

## 略歴
1875年にアムステルダムに生まれた。この時点ではフランス・ニコラス・マイヤーという名前だった。子供の頃からアムステルダム植物園に入り浸り、当時植物園の園長だった植物学者のユーゴー・ド・フリースの目にとまり、14歳の時、アムステルダム植物園で庭師見習いとなった。ド・フリースはマイヤーに目をかけ、フランス語、英語の学習や科学の習得の手助けをし、マイヤーを科学者への道に導いた。マイヤーは兵役期間を除く8年間をアムステルダム植物園で過ごし、実験庭園を管理する庭師長まで昇進した。
マイヤーは離職後、外国の風景や植物に触れる目的で、旅費を養樹園で稼ぎながら南欧を巡る徒歩旅行に出る。旅行中、スペインのオレンジ園に強い興味を惹かれた。旅の一環としてイギリスに渡ったマイヤーは、しばらくロンドンの養樹園で過ごしたのちに、1901年にアメリカ合衆国に渡り、改名してフランク・ニコラス・マイヤーとなった。
ド・フリースの紹介状でワシントンD.Cにあるアメリカ農務省の温室に職を得ることができたが長居はせず、4年の間にカリフォルニアを抜けてメキシコに植物採集を行った後、キューバにも足を向けた。農務省でのマイヤーは、デビッド・フェアチャイルド、チャールズ・スプレイグ・サージェントの2人の知己を得る。旅好きのマイヤーは、この2人から1905年に農務省の中国の植物を集めるプロジェクトのメンバーに選ばれた。
最初の調査旅行は1905年から1908年の期間、上海から中国に入り、湖北省と満州を巡り帰国した。調査中、イチョウやビャクシンなど、数多くの植物標本がアメリカに送られている。その後も1909年から1911年、1912年から1915年、1916年から1918年と、のべ14年間にかけ、モンゴル、朝鮮、チベットなど中国全域にわたる探検を行い、2500種の有用植物をアメリカ合衆国に送った。
1918年6月、マイヤーは日本の汽船で長江を渡り上海へ旅行した。彼が最後に目撃されたのは6月1日午後11時20分だった。6月5日、マイヤーの遺体が、蕪湖市の約50キロ手前で中国人船員によって発見された。マイヤーは6月12日に上海で埋葬され、6月18日にオランダの家族に彼の死が知らされた。
マイヤーは、植物とともに中国の風景の1000枚あまりの写真を残した。柑橘類のマイヤーレモンに名前が残されている。
アメリカ農務省は彼の貢献を記念してフランク・N・マイヤー賞（Frank N. Meyer Medal for Plant Genetic Resources）を設けた。